# Tertschita
La tertschita és un mineral de la classe dels borats. Rep el seu nom de Hermann Tertsch (1880-1962), professor de mineralogia de la Universitat de Viena, Àustria.

## Característiques
La tertschita és un borat de fórmula química Ca₄B10O19·20H₂O.
Segons la classificació de Nickel-Strunz, la tertschita pertany a «06.EB - Inopentaborats» juntament amb els següents minerals: larderel·lita, ezcurrita, probertita i priceïta.

## Formació i jaciments
Va ser descoberta a la mina Kurtpınarı, a Faraşköy, a la província de Balıkesir, Regió de la Màrmara (Turquia). Es tracta de l'únic indret on ha estat trobada aquesta espècie mineral.